# Treppen des alten Hafens und Wachhaus
Die Treppen des alten Hafens und das dazugehörige Wachhaus (englisch The Old Wharf Steps and Guardhouse) sind ein Nationaldenkmal des afrikanischen Staates Sierra Leone in Freetown. Die Treppen sind auch unter dem Namen „Portugiesische Treppe“ bekannt.
Die Treppen liegen zwischen den Gebäuden des ehemaligen Kommissariats der British Army und der ehemaligen French Company, die heute als Gebäude des Stadtrats und der Wahlkommission dienen. Sie führt von der Wallace Johnson Street zum Landungssteg des Hafens von Freetown. Erbaut wurden sie 1818 auf Anweisung des Gouverneurs Charles McCarthy, ein Jahr später wurde oberhalb ein Wachhaus errichtet. 
Als Nationaldenkmal wurden die Treppen und das Wachhaus im Jahr 1953 eingetragen.